# Blauwvoetstekelzwam
De blauwvoetstekelzwam (Hydnellum scabrosum) is een schimmel behorend tot de familie Bankeraceae. Het is een mycorrhizasymbiont van eik (Quercus) en Fagus. Hij komt in nazomer en vroege herfst vooral voor op zeer voedsel- en humusarme zandgrond in schrale wegbermen bij oude bomen.

## Naamgeving
De soort werd beschreven in 1836 door Elias Magnus Fries als Hydnum scabrosum. Petter Karsten verplaatste het naar het geslacht Sarcodon in 1881. Deze soort bleef als Sarcodon scabrosus tot 2019, toen een moleculaire analyse met behulp van nucleair DNA aantoonde dat deze en elf andere soorten genetisch binnen het geslacht Hydnellum lagen, een geslacht waarvan eerder hard houtachtig vlees werd beschouwd als een onderscheidend kenmerk van Sarcodon met zacht vruchtvlees.
Binnen het geslacht is het, het nauwst verwant aan H. fennicum.

## Beschrijving
Hoed
De hoed heeft een diameter van 3 tot 10 cm. De vorm vaak golvend of gelobd rond. Het oppervlak is aanvankelijk viltig, vuilgeel, later roodbruin, paarsbruin en bedekt met meer of minder duidelijke donkere schubben. Deze zijn grof in het midden van de hoed en fijner aan de rand. Als de hoedhuid gescheurd is, is het bleke vlees te zien.
Steel
De steel heeft een lengte tot 10 cm en een dikte tot 3,5 cm. De steel is cilindrisch of naar de basis toe smaller wordend. Het oppervlak is in de lengterichting fijn geschubd, licht grauwbruin van kleur maar met een meer of minder duidelijke blauwgroene basis, bedekt met witachtig mycelium.
Vlees
Het vlees is grijsachtig, lichtroze, met een bittere en samentrekkende smaak en een sterk melige geur. 
Sporen
De sporen zijn bruinachtig, onregelmatig nodulair en meten (5,4−)6,3−7,3 × (3,6−)4−5.

## Biochemie
De soort is onderzocht op bioactieve stoffen. In 2004 isoleerden Tsunashi Kamo en collega's diterpenoïden met bij experiment ontstekingsremmende werking. Van andere diterpenoïden is aangetoond dat ze de zenuwgroeifactor (NGF) stimuleren. Nog een ander gevonden middel, een alfa-pyrone, bleek de groei van slazaailingen te remmen.

## Verspreiding
Het wordt gevonden in heel Eurazië tot Japan, evenals Noord-Amerika.
In Nederland komt hij vrij algemeen voor. Hij staat op de rode lijst in de categorie 'Kwetsbaar'.